# Elimia
Elimia là một chi ốc nước ngọt có nắp, sống dưới nước thuộc họ Pleuroceridae. Nhiều loài khác nhau thuộc chi này được tìm thấy ở các con lạch trên khắp miền đông và miền trung Hoa Kỳ và vùng Ngũ Đại Hồ của Canada. Một số hóa thạch cũng được tìm thấy trên toàn bộ lục địa Bắc Mỹ, bao gồm từ thời kỳ Paleocen của Mexico và thời kỳ Eocen của California. Trước đây chúng được xếp vào chi Goniobasis, cùng với loài Juga ở phía tây.

## Các loài
Các loài được ghi nhận trong chi Elimia bao gồm:
- Elimia acuta (I. Lea, 1831)
- Elimia acutocarinata (I. Lea, 1841)
- Elimia alabamensis (I. Lea, 1861)
- Elimia albanyensis (I. Lea, 1864)
- Elimia ampla (J. G. Anthony, 1854)
- Elimia annettae (Goodrich, 1941)
- Elimia aterina (I. Lea, 1863)
- Elimia bellula (I. Lea, 1861)
- Elimia boykiniana (I. Lea, 1840)
- †Elimia brevis (Reeve, 1860)
- Elimia cahawbensis (I. Lea, 1841)
- Elimia capillaris (I. Lea, 1861)
- Elimia carinifera (Lamarck, 1822)
- †Elimia clausa (I. Lea, 1861)
- Elimia comalensis (Pilsbry, 1890)
- Elimia crenatella (I. Lea, 1860)
- †Elimia dickersoni Clark, 1938[1]
- Elimia fascinans (I. Lea, 1861)
- †Elimia fusiformis (I. Lea, 1861)
- †Elimia gibbera Goodrich, 1922)
- †Elimia hartmaniana (I. Lea, 1861)
- Elimia haysiana (I. Lea, 1843)
- Elimia hydeii (Conrad, 1834)
- †Elimia impressa (I. Lea, 1841)
- Elimia interrupta (Haldeman, 1840)
- Elimia interveniens (I. Lea, 1862)
- †Elimia jonesi (Goodrich, 1936)
- Elimia lachryma (Reeve, 1861)
- †Elimia laeta (Jay, 1839)
- Elimia livescens (Menke, 1830)
- †Elimia macglameriana (Goodrich, 1936)
- Elimia modesta (Lea, 1862)
- Elimia nassula (Conrad, 1834)
- Elimia olivula (I. Lea, 1868)
- †Elimia pilsbryi (Goodrich, 1927)
- Elimia porrecta (I. Lea, 1863)
- Elimia potosiensis (I. Lea, 1841)
- Elimia proxima (Say, 1825)
- †Elimia pupaeformis (I. Lea, 1864)
- Elimia pybasii (I. Lea, 1862)
- †Elimia pygmaea (H.H. Smith, 1936)
- †Elimia schencki Clark, 1938[1]
- Elimia showalteri (I. Lea, 1860)
- Elimia strigosa (I. Lea, 1841)
- †Elimia tenera (Hall, 1845)
- Elimia teres (I. Lea, 1841)
- †Elimia trigemmata Conrad, 1860[1]
- Elimia troostiana (I. Lea, 1838)
- Elimia vanuxemiana (I. Lea, 1843)
- Elimia varians (I. Lea, 1861)
- Elimia variata (I. Lea, 1861)
- Elimia virginica (Gmelin, 1791)
- †Elimia veatchii Gabb, 1864[1]